# یوکا هاویستو
یوهانی «یوککا» هاویستُ (فنلاندی: Juhani "Jukka" Haavisto؛ زادهٔ ۵ ژوئن ۱۹۳۰ در Alajärvi، فنلاند) نوازندهٔ فنلاندی با عنوانِ افتخاریِ «مشاور موسیقی» است. وی همچنین از سال ۱۹۵۹ تا دههٔ ۱۹۹۰ که بازنشسته شد به عنوان یک کارآفرین در صنعت تبلیغات کار کرده‌است. با این حال، او شاید بیشتر به خاطر کارش به عنوان یک ترانه‌سرا/آهنگساز و به خاطر نواختن ویبرافون و آکاردئون در گروه‌های موسیقیِ معروف، شناخته شده‌است.